# Danica Dillan
Danica Dillan (Ashtabula, 4 gennaio 1987) è un'attrice pornografica statunitense.
Nei suoi film ha utilizzato anche lo pseudonimo di Danica Dillon.

## Biografia
Ha debuttato nel mondo del cinema per adulti nel 2009 all'età di 22 anni quando, mentre lavorava in uno strip club a San Diego, ha incontrato la futura collega Jenna Haze che le ha consigliato di entrare nell'industria pornografica. Danica DIllon è apparsa su numero di maggio e giugno sulla rivista Girl of Penthouse insieme all'attore Tommy Gunn in una foto intitolata Danica Dillon’s Cheating Ways.

## Riconoscimenti
- 2010 ATK Babe of the Month (settembre)[4]
- 2010 ATK candidatura – Social Media Babe of the Year
- 2011 AVN Award candidatura – Best New Starlet[5]
- 2011 XBIZ Awards candidatura – New Starlet of the Year[6]

## Filmografia
- I Love Big Toys 24 (2009)
- Art of Anal 1 (2010)
- Barely Legal 109 (2010)
- Barely Legal All Girl Toy Party (2010)
- Black Bi Cuckolding 3 (2010)
- Blowjob Winner 6 (2010)
- Boffing the Babysitter 5 (2010)
- Bullied Bi Cuckolds 10 (2010)
- Busty Ones (2010)
- Cum Fart Cocktails 8 (2010)
- Everything Butt 10795 (2010)
- Filthy Anal Girls (2010)
- First Time's a Charm (2010)
- Fluffers 8 (2010)
- Forced Bi Cuckolds 10 (2010)
- Freshmen Anal Orientation (2010)
- Fuck a Fan 10 (2010)
- Fuck a Fan 11 (2010)
- Fuck Team 5 10 (2010)
- Fucking Machines 9893 (2010)
- Fucking Machines 9894 (2010)
- Handjob Winner 6 (2010)
- Human Sexipede (2010)
- I Wanna B A Porn Star 3 (2010)
- Lil' Gaping Lesbians 3 (2010)
- Magical Feet 7 (2010)
- Miss Conduct (2010)
- My Stepdaughter Tossed My Salad 2 (2010)
- Nasty Anal Tryouts 1 (2010)
- Paste My Face 16 (2010)
- POV Junkie 2 (2010)
- Secret Orgy Club (2010)
- Sorry Daddy, Whitezilla Broke My Little Pussy 6 (2010)
- Squirtamania 3 (2010)
- The Human Sexipede (2010), regia di Lee Roy Myers
- This Ain't Avatar XXX (2010)
- Throated 28 (2010)
- Up Skirts 2 (2010)
- Young and Glamorous 2 (2010)
- 12 Nasty Girls Masturbating 17 (2011)
- 8th Street Latinas 15 (2011)
- Anal Fanatic 2 (2011)
- Anal Size My Wife 2 (2011)
- ATK Access Restricted: No Boys (2011)
- ATK Socially Active Babes (2011)
- Butt Licking Anal Whores 17 (2011)
- Fantasy Footjobs 7 (2011)
- Fantasy Solos 2 (2011)
- Fluffers 9 (2011)
- Gangbang Auditions 25 (2011)
- Gangland 78 (2011)
- Girls in White 2011 1 (2011)
- Girls in White 2011 2 (2011)
- Interracial Anal Love 7 (2011)
- Interracial Gloryhole Initiations 9 (2011)
- Monsters of Cock 29 (2011)
- Mothers Teaching Daughters How To Suck Cock 8 (2011)
- My Black Fantasy (2011)
- My Gigantic Toys 11 (2011)
- Natural Born Swallowers 5 (2011)
- Naughty Athletics 13 (2011)
- Not Bionic Woman and the Six Million Dollar Man (2011)
- Perfect Getaway (2011)
- Real Slut Party 3 (2011)
- Slick Ass Girls 2 (2011)
- Sorry Daddy, Whitezilla Split My Little Asshole 2 (2011)
- Teens Like It Big 10 (2011)
- This Girl Sucks 4 (2011)
- Anal Academy (2012)
- Barefoot Maniacs 10 (2012)
- Cum Fury (2012)
- Don't Tell My Wife I Assfucked the Babysitter 11 (2012)
- Hollywood Party Girls (2012)
- It's POV Time 2 (2012)
- Mother-Daughter Exchange Club 23 (2012)
- Mouth Open And Eager to Please (2012)
- Not the Three Stooges XXX (2012)
- Raven Alexis Unleashed (2012)
- Seduction of Katja Kassin: An All Girl Gang Bang Fantasy (2012)
- Backdoor Beauties (2013)
- Best of Gangbang Auditions 5 (2013)
- Blow Me Sandwich 16 (2013)
- Extreme Penetrations: Starring Danica Dillon (2013)
- Gag Gift (2013)
- Gang Affiliated 2 (2013)
- Gangland 85 (2013)
- Girl Next Door Gone Hardcore (2013)
- Japanese Invasion 2: America (2013)
- Manhandled 2 (2013)
- Mother and Daughter Cocksucking Contest 3 (2013)
- My Daughter's Fucking Blackzilla 24 (2013)
- Nikita XXX (2013)
- Please Make Me Lesbian 10 (2013)
- Seduction of Riley Reid (2013)
- Stretch My Holes (2013)
- Touched By Some Anal (2013)
- University Gang Bang 14 (2013)
- Wanna Fuck My Daughter Gotta Fuck Me First 18 (2013)
- Women Seeking Women 90 (2013)
- AMK Premium Hardcore (2014)
- Barely Legal Bonanza (2014)
- Dark Matter (2014)
- Neighborhood Swingers 12 (2014)
- Titty Creampies 8 (2015)